# Jiří Krauskopf
Jiří Krauskopf (* 31. srpna 1953) je český pedagog, bývalý fotbalista a trenér.
Byl ředitelem českobudějovického Gymnázia olympijských nadějí.
Byl také předsedou Jihočeského KFS (krajský fotbalový svaz).

## Hráčská kariéra
S dorostenci českobudějovické Igly se stal v sezoně 1971/72 mistrem ČSR a vicemistrem Československa (za vítězným Slovanem Bratislava). První finálové utkání se hrálo v sobotu 17. června 1972 v Českých Budějovicích na stadionu Dynama před téměř čtyřmi tisíci diváků a skončilo nerozhodně 3:3 (branky Pellar, Tůma, Malkus – Kočíšek (2), Z. Kopčan; sudí Bohumil Kopcio z Karlových Varů), přestože domácí ještě čtvrt hodiny před koncem vedli 3:0. Odveta se hrála v sobotu 24. června téhož roku v Bratislavě a před dvěma tisíci diváky ji řídil rozhodčí Ján Roxer z Rožňavy. O titulu pro dorost bratislavského Slovanu rozhodla branka Mariána Pochaby ze 61. minuty.

## Trenérská kariéra
V československé lize vedl Dynamo České Budějovice jako hlavní trenér v 10 zápasech na podzim 1991 (6.–15 kolo). Trénoval také v Šumavanu Vimperk.